# Saw II
Saw II är en kanadensisk-amerikansk skräck/thriller från 2005, och uppföljaren till Saw. Filmen regisserades av Darren Lynn Bousman och manuset skrevs av Bousman och Leigh Whannell, som skrev manuset till den första filmen. Saw II hade biopremiär i Nordamerika den 28 oktober 2005 och i huvudrollerna återfinns Tobin Bell, Donnie Wahlberg och Shawnee Smith. Bell blev nominerad till "Best Villain" på MTV Movie Awards 2006 för sin roll som Jigsaw i filmen.
I filmen hittas Jigsaw av polisen och förhörs angående ett av hans "spel", innehavande åtta personer - men Eric Matthews, som förhör Jigsaw, blir samtidigt utsatt för ett eget "spel". Filmen förklarar också en del av Jigsaws förflutna och ger en delförklaring till varför han blev Jigsaw.
När filmen gavs ut fick Saw II blandade recensioner från filmkritiker. Några avfärdade filmen som ett "Seven-plagiat", och att den "saknar stil och intrig" och några upprörde sig över blodiga tortyrscener, medan andra hyllade den som en "värdig uppföljare" och "ger fans av den första vad de förväntade sig". Trots negativa recensioner blev Saw II en ekonomisk framgång och inbringade 31 725 652 amerikanska dollar under sin premiärhelg i USA. Filmen är för närvarande den mest inkomstbringande av Saw-filmerna i USA.

## Handling
Polisinformatören Michael Marks vaknar upp med en spikfylld mask låst runt sin nacke. Ett videoband informerar honom att en nyckel, för att låsa upp masken, har inplanterats bakom hans högra öga. Marks hittar en skalpell, men använder den inte och när en 60 sekunders timer går ut sluts masken runt hans huvud. Kriminalaren Eric Matthews kallas till platsen efter att ett meddelande till honom hittats. Senare följer han hur ett SWAT-team, som leds av Daniel Rigg och Allison Kerry, hittar en cancersjuk John Kramer i en övergiven fabrik. I fabriken finner poliserna monitorer som visar åtta personer som är fångade i ett stort hus; bland dem finns Matthews son, Daniel och Amanda Young, Jigsaws enda kända överlevande. Offren har två timmar innan en nervgas fyller huset och dödar dem, men Kramer lovar Matthews att han kommer att få se sin son i ett "säkert, tryggt tillstånd" om han pratar med Kramer en stund, som Matthews motvilligt går med på att för att vinna tid för ett team som försöker att lokalisera det andra huset.
De åtta offren får reda på att motgift finns i huset. Gus Colyard dödas av en försåtminerad dörr när Xavier Chavez av misstag utlöser en pistol som skjuter ett skott genom dörren. Gruppen går sedan vidare, ner till en källare, där de får reda på att en av dem, Obi Tate, hjälpt till med kidnappningarna - han hade kidnappat Laura Hunter, som påverkas mer av gasen än de andra. Obi bränns levande och dör när han av misstag aktiverar en fälla under ett försök att hämta två behållare med motgift. Senare avslöjar Amanda till Daniel att hon åkt i fängelse för innehav av droger; därefter leder Jonas Singer dem till en dörr som Xavier och Addison Corday försöker bryta sig igenom. I rummet finns en grop fylld med tusentals nålar och sprutor där en nyckel till ett motgift är gömt. Fällan är avsedd för Xavier, men han kastar istället i Amanda i gropen och hon lyckas hitta nyckeln, men Xavier fumlar med den och hinner inte låsa upp dörren i tid. Frustrerad över gruppens brist på framgång, överger Xavier de andra.
Samtidigt samtalar Kramer med Matthews och förklarar sin historia: efter att ha diagnostiserats med cancer försökte han begå självmord genom att köra utför en klippa men överlevde kraschen och lovade sig själv att tillbringa resten av sitt liv att testa andra människors vilja att leva. Kramer avslöjar senare att de åtta offren, förutom Daniel, är brottslingar som Matthews själv satt dit för olika brott; om de övriga får reda på vem Daniel är, kommer han vara i stor fara. Som hämnd förstör Matthews flera av Kramers framtida planer, utan att Kramer reagerar.
Xavier går tillbaka till det första rummet där det står ett kassaskåp innehållande ett motgift. Han upptäcker ett färgat nummer på Gus nacke, och förstår då att det finns ett färgat nummer på halsen på varje offer. Kort därefter dödar han Jonas med ett taggigt slagträ och börjar sedan leta efter de andra offren. I en annan del av huset dör slutligen Laura och Amanda och Addison får reda på vem Daniel är. De överger honom, men Amanda kommer snart tillbaka när hon upptäcker att Xavier närmar sig dem. Samtidigt hittar Addison ett motgift i en glaslåda med uttag för armarna fodrade med rakblad som hennes handleder fastnar i. Xavier hittar henne, läser hennes nummer och lämnar henne. Daniel och Amanda flyr tillbaka till det första rummet där de upptäcker en underjordisk tunnel som leder till badrummet i den första filmen. Daniel kollapsar när de kommer in i rummet. När Xavier anländer påpekar Amanda att han inte kan läsa sina egna nummer, vilket gör att han skär bort en bit hud från nacken och ger sig på de två, varpå Daniel attackerar honom och skär halsen av honom med en bågfil, efter att ha fejkat sin kollaps.
Efter att ha sett Xavier jaga Daniel och Amanda tappar Matthews kontrollen och attackerar Kramer och så småningom tvingar han Kramer, under pistolhot, att föra honom till gashuset. Där Kramer satt visar sig vara en hiss, vilket gör att han och Matthews kan fly. Samtidigt följer SWAT-teamet signalen från videon till ett annat hus, som innehåller videobandspelare som spelar upp tidigare inspelade scener av de åtta offren, Kerry inser då att händelserna i huset ägde rum innan deras räd i fabriken. Matthews går in i huset och når så småningom badrummet där han blir attackerad av en maskerad figur. Två-timmars timern löper ut i Kramers tillhåll och ett stort kassaskåp öppnas där Daniel andas i en syrgasmask. Vid sitt uppvaknande är Matthews nu själv fastkedjad till ett par rör. En bandspelare, som Amanda lämnat, avslöjar att hon samarbetat med Kramer, hon visar sig vid dörröppningen och likt hennes mentor förkunnar hon "game over" samtidigt som hon slår igen dörren. Utanför huset syns en blodig Kramer som långsamt formar ett leende.

## Rollista

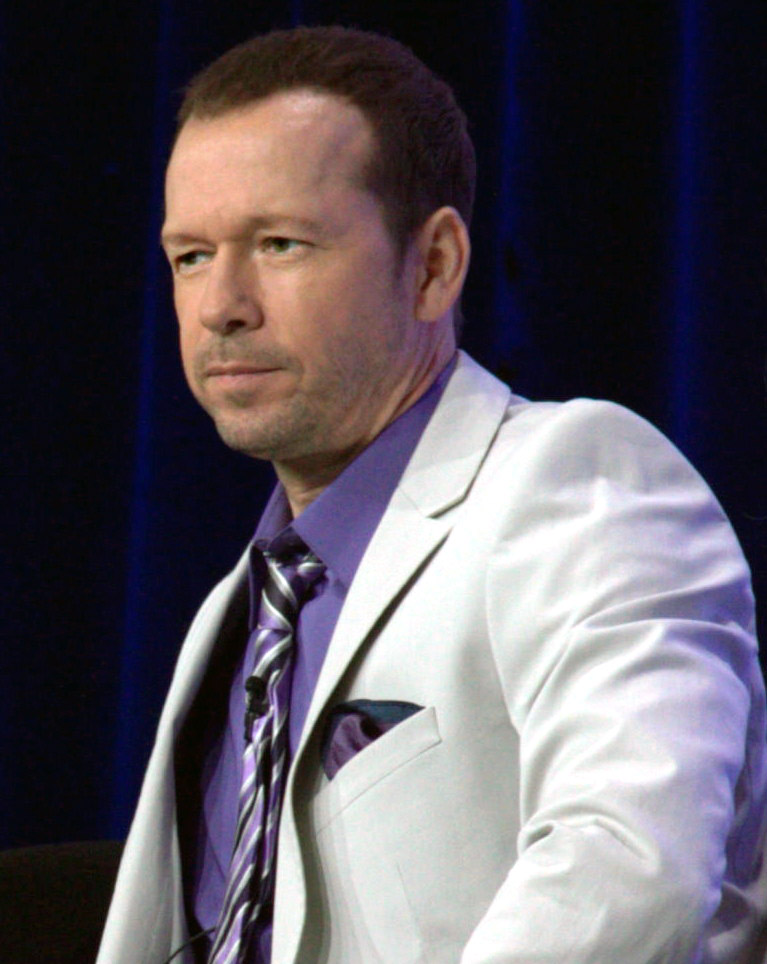
Eric Matthews spelas av Donnie Wahlberg.

| Donnie Wahlberg    | – Eric Matthews   |
| Tobin Bell         | – John Kramer     |
| Dina Meyer         | – Allison Kerry   |
| Lyriq Bent         | – Daniel Rigg     |
| Shawnee Smith      | – Amanda Young    |
| Erik Knudsen       | – Daniel Matthews |
| Franky G           | – Xavier Chavez   |
| Emmanuelle Vaugier | – Addison Corday  |
| Beverley Mitchell  | – Laura Hunter    |
| Glenn Plummer      | – Jonas Singer    |
| Tim Burd           | – Obi Tate        |
| Tony Nappo         | – Gus Colyard     |
| Noam Yenkins       | – Michael Marks   |

## Utgivning och intäkter
Filmen hade premiär i Nya Zeeland, Storbritannien och USA den 28 oktober 2005. I USA inbringade filmen 31 725 652 amerikanska dollar under första helgen, vilket gav ett genomsnitt på 10 758 dollar på de 2 949 biografer Saw II visades på. Vid tillfället rankades filmen som nummer ett i USA, före bland annat Legenden om Zorro och Dreamer: Inspired by a True Story. Totalt har filmen inbringat över 147 miljoner amerikanska dollar, vilket är näst bäst i filmserien Saw - Saw III har sålt bäst.
| Utgivningsdatum  | Land                        | Intäkter    |
| ---------------- | --------------------------- | ----------- |
| 28 oktober 2005  | USA                         | $87 039 965 |
| 28 oktober 2005  | Storbritannien Irland Malta | $13 701 335 |
| 9 februari 2006  | Tyskland                    | $7 591 896  |
| 6 januari 2006   | Italien                     | $6 984 945  |
| 17 november 2005 | Australien                  | $4 524 055  |
| 10 februari 2006 | Sverige                     | $273,668    |